# Nikolai Fjodorowitsch Gorelow
Nikolai Fjodorowitsch Gorelow (russisch Николай Фёдорович Горелов; * 23. Februar 1948 in Ojoguino, Kaluga) ist ein ehemaliger sowjetischer Radrennfahrer und Sportlicher Leiter.

## Sportliche Laufbahn
Gorelow war Teilnehmer der Olympischen Sommerspiele 1976 in Montreal. Im olympischen Straßenrennen wurde er Fünfter.
1971 wurde er Zweiter der Jugoslawien-Rundfahrt hinter Cvitko Bilić. Er gewann eine Etappe. 1972 siegte er auf einem Tagesabschnitt der Algerien-Rundfahrt. Mit dem Circuit de la Sarthe konnte er 1973 zum ersten Mal ein Etappenrennen gewinnen, wobei er drei Tageserfolge verbuchen konnte. Gorelow war in den Prologen der Schweden-Rundfahrt und des Grand Prix Guillaume Tell erfolgreich. In der Schweden-Rundfahrt wurde er Zweiter hinter Bernt Johansson, im Rennen in der Schweiz Dritter. Den Grand Prix d’Annaba, ein Etappenrennen über sechs Tagesabschnitte, gewann er vor Sven-Åke Nilsson. 
1974 siegte er erneut im Grand Prix d’Annaba, und wurde Zweiter in der Internationalen Friedensfahrt hinter Stanislaw Szozda. Im Mannschaftszeitfahren der Völkerspartakiade in der UdSSR gewann er Gold, im Straßenrennen belegte er den 2. Platz. 1975 gewann er die nationale Meisterschaft im Mannschaftszeitfahren sowie eine Etappe in der Bulgarien-Rundfahrt. Im Frühjahr 1976 gewann er die Krim-Rundfahrt und die Sotschi-Rundfahrt. Dazu kamen zwei Etappensiege in der Friedensfahrt sowie Etappenerfolge im Ruban Granitier Breton und im Circuit de Saône-et-Loire.
Die Internationale Friedensfahrt bestritt er viermal. Neben dem zweiten Platz 1974 wurde er 1972 4., 1973 5. und 1976 25. der Gesamtwertung.

## Berufliches
Ab 1978 war er als Trainer tätig. 1983 bis 1992 und 1997 bis 2000 war er Nationaltrainer in der Sowjetunion. In den 1990er Jahren war er Sportlicher Leiter des Radsportteams Roslotto-ZG Mobili.